# 天主教迪布鲁格尔教区
天主教迪布魯格爾教區（拉丁語：Dioecesis Dibrugarhensis）是羅馬天主教的一個教區，位於印度東北部，包括阿薩姆邦東部，面積34,545平方公里。受古瓦哈蒂總教區管轄。
1951年7月12日升格為教區。2006年有21個堂區、101,000教友、109名司鐸。現任主教為若瑟·艾恩德，助理主教為亞爾伯·赫姆洛姆。